# This Strange Effect
This Strange Effect is een nummer dat geschreven is door Ray Davies en in juli 1965 gezongen door de Engelse zanger Dave Berry.
Het nummer haalde in Nederland en België de eerste plaats van de hitlijsten. Er bestaat een live opname van The Kinks; het is te vinden op het in 2001 uitgebrachte The Songs We Sang For Auntie - BBC Sessions 1964-1977 en op de compilatie Kinks Kollekted uit 2011. Voormalig Stones bassist Bill Wyman maakte in 1992 een coverversie. Ook de Belgische band Hooverphonic maakte een coverversie van deze single.
Now, de B-kant van de single, werd in 1976 een hit voor Patricia Paay.

## Hitnotering
| "This Strange Effect" in de Nederlandse Top 40 - binnen 31-07-1965 | "This Strange Effect" in de Nederlandse Top 40 - binnen 31-07-1965 | "This Strange Effect" in de Nederlandse Top 40 - binnen 31-07-1965 | "This Strange Effect" in de Nederlandse Top 40 - binnen 31-07-1965 | "This Strange Effect" in de Nederlandse Top 40 - binnen 31-07-1965 | "This Strange Effect" in de Nederlandse Top 40 - binnen 31-07-1965 | "This Strange Effect" in de Nederlandse Top 40 - binnen 31-07-1965 | "This Strange Effect" in de Nederlandse Top 40 - binnen 31-07-1965 | "This Strange Effect" in de Nederlandse Top 40 - binnen 31-07-1965 | "This Strange Effect" in de Nederlandse Top 40 - binnen 31-07-1965 | "This Strange Effect" in de Nederlandse Top 40 - binnen 31-07-1965 | "This Strange Effect" in de Nederlandse Top 40 - binnen 31-07-1965 | "This Strange Effect" in de Nederlandse Top 40 - binnen 31-07-1965 | "This Strange Effect" in de Nederlandse Top 40 - binnen 31-07-1965 | "This Strange Effect" in de Nederlandse Top 40 - binnen 31-07-1965 | "This Strange Effect" in de Nederlandse Top 40 - binnen 31-07-1965 | "This Strange Effect" in de Nederlandse Top 40 - binnen 31-07-1965 | "This Strange Effect" in de Nederlandse Top 40 - binnen 31-07-1965 | "This Strange Effect" in de Nederlandse Top 40 - binnen 31-07-1965 |
| Week                                                               | 1                                                                  | 2                                                                  | 3                                                                  | 4                                                                  | 5                                                                  | 6                                                                  | 7                                                                  | 8                                                                  | 9                                                                  | 10                                                                 | 11                                                                 | 12                                                                 | 13                                                                 | 14                                                                 | 15                                                                 | 16                                                                 | 17                                                                 | 18                                                                 |
| ------------------------------------------------------------------ | ------------------------------------------------------------------ | ------------------------------------------------------------------ | ------------------------------------------------------------------ | ------------------------------------------------------------------ | ------------------------------------------------------------------ | ------------------------------------------------------------------ | ------------------------------------------------------------------ | ------------------------------------------------------------------ | ------------------------------------------------------------------ | ------------------------------------------------------------------ | ------------------------------------------------------------------ | ------------------------------------------------------------------ | ------------------------------------------------------------------ | ------------------------------------------------------------------ | ------------------------------------------------------------------ | ------------------------------------------------------------------ | ------------------------------------------------------------------ | ------------------------------------------------------------------ |
| Nummer                                                             | 38                                                                 | 19                                                                 | 11                                                                 | 8                                                                  | 9                                                                  | 8                                                                  | 8                                                                  | 10                                                                 | 12                                                                 | 12                                                                 | 9                                                                  | 4                                                                  | 1                                                                  | 1                                                                  | 1                                                                  | 2                                                                  | 3                                                                  | 3                                                                  |
| Week                                                               | 19                                                                 | 20                                                                 | 21                                                                 | 22                                                                 | 23                                                                 | 24                                                                 | 25                                                                 | 26                                                                 | 27                                                                 | 28                                                                 | 29                                                                 | 30                                                                 | 31                                                                 | 32                                                                 | 33                                                                 | 34                                                                 | 35                                                                 |                                                                    |
| Nummer                                                             | 4                                                                  | 3                                                                  | 3                                                                  | 5                                                                  | 5                                                                  | 2                                                                  | 2                                                                  | 2                                                                  | 2                                                                  | 4                                                                  | 7                                                                  | 9                                                                  | 13                                                                 | 20                                                                 | 30                                                                 | 34                                                                 | 36                                                                 | uit                                                                |

### NPO Radio 2 Top 2000
| Nummer met noteringen in de NPO Radio 2 Top 2000 | '99 | '00 | '01  | '02 | '03 | '04 | '05 | '06 | '07  | '08 | '09 | '10 | '11  | '12  | '13  | '14  | '15  | '16  |
| ------------------------------------------------ | --- | --- | ---- | --- | --- | --- | --- | --- | ---- | --- | --- | --- | ---- | ---- | ---- | ---- | ---- | ---- |
| This Strange Effect                              | 921 | 760 | 1114 | 974 | 838 | 993 | 966 | 985 | 1041 | 972 | 906 | 847 | 1322 | 1644 | 1575 | 1356 | 1677 | 1862 |

1. ↑  Een vetgedrukt getal geeft de hoogste notering aan.
2. ↑  Deze tabel is bijgewerkt tot en met de laatste editie (2024).